# إنريكي غونزاليس (لاعب كرة قاعدة)
إنريكي غونزاليس (بالإسبانية: Enrique González) هو لاعب كرة قاعدة فنزويلي، ولد في 14 يوليو 1982 في سيوداد بوليفار في فنزويلا.

## وصلات خارجية
- إنريكي غونزاليس على موقع دوري كرة القاعدة الرئيسي (الإنجليزية)
- إنريكي غونزاليس على موقع الدوري الياباني لكرة القاعدة (الإنجليزية)
- إنريكي غونزاليس على موقعبيزبول رفرنس.كوم (الدوري الرئيسي) (الإنجليزية)
- إنريكي غونزاليس على موقعبيزبول رفرنس.كوم (الدوري الثانوي) (الإنجليزية)
- إنريكي غونزاليس على موقع إي إس بي إن.كوم (أم.أل.بي) (الإنجليزية)
- إنريكي غونزاليس على موقع مشجعي الرسوم البيانية (الإنجليزية)